# Кататумбо
Кататумбо (ісп. Río Catatumbo) — річка на півночі Південної Америки. Зароджується на північному сході Колумбії (департамент Норте-де-Сантандер), впадає в озеро Маракайбо у Венесуелі.
Площа басейну річки становить 22 317 км², з яких 16 626 км² знаходиться на території Колумбії, решта — у Венесуелі. У басейні річки розвинуто добування і переробка нафти (Маракайбський нафтогазоносний басейн).
Уздовж річки живуть корінні спільноти народу барі, що вижили та зберегли національну ідентичність в процесі колонізації.
Річка відома блискавками Кататумбо, що відбуваються над її гирлом.  Це розряди, які виблискують по 10 годин на добу протягом 160 днів на рік. Всього налічується близько 1,2 млн грозових розрядів за рік: це найактивніше за атмосферною електрикою місце на планеті. Світло від грозової активності можна побачити на відстані 400 км.